# علي سالم العلي الصباح
الشيخ الدكتور علي سالم العلي الصباح (مواليد 1955) مهندس كويتي ، وزير المالية وزير المواصلات الأسبق خلال الفترة 22 مارس 1998 حتى 13 يوليو 1999 وهو الإبن الأكبر للشيخ سالم العلي السالم الصباح رئيس الحرس الوطني السابق.

## حياته
ولد في عام 1955
حصل على شهادة بكالوريوس في الهندسة الميكانيكية من جامعة جورج واشنطن سنة 1978 وحصل على شهادة الماجستير في إدارة الهندسة من جامعة جورج واشنطن سنة 1980 وحصل على الدكتوراه في العلوم الادارية (أبحاث العمليات) من جامعة لندن (كليلة امبريال). 
عمل مهندساً في الإدارة الهندسية بشركة نفط الكويت في فبراير 1982 وعمل محلل مالي في إدارة أسواق الكويت المالية العالمية في بنك الكويت الوطني خلال الفترة نوفمبر 1982 حتى يوليو 1983 وعمل مدرباً في إدارة سوق الأوراق المالية العالمية (أسواق الصرافة) في سيتي بنك نيويورك خلال الفترة فبراير 1984 حتى فبراير 1985 وعمل باحث في الإدارة الاقتصادية التكنولوجية في معهد الكويت للابحاث العالمية (KISR) في سنة 1985 وشغل منصب مدير إدارة التخطيط والسياسة الاقتصادية في (KISR) خلال الفترة أكتوبر 1993 حتى يوليو 1995
وشغل سابقاً منصب مدير عام مؤسسة الموانئ الكويتية وكما شغل في سنة 1994 منصب مستشار وزير الكهرباء والماء
في 22 مارس 1998 صدر مرسوماً بتشكيل الحكومة حيث عُين وزيراً للمالية ووزيراً للمواصلات وشغل المنصب حتى 13 يوليو 1999.

## حياته الاسرية
ابناؤه:
- الشيخ سالم
- الشيخة نوفة
- الشيخة دلال
- الشيخة سارة
- الشيخة هيا
- الشيخة موضي.[2]